# 5450 Sokrates
5450 Sokrates è un asteroide della fascia principale. Scoperto nel 1960, presenta un'orbita caratterizzata da un semiasse maggiore pari a 2,8117934 UA e da un'eccentricità di 0,1230185, inclinata di 5,22890° rispetto all'eclittica.